# Muehlenbeckia australis
Muehlenbeckia australis är en slideväxtart som först beskrevs av Forst. f., och fick sitt nu gällande namn av Meissn.. Muehlenbeckia australis ingår i släktet sliderankor, och familjen slideväxter. Inga underarter finns listade i Catalogue of Life.